# Castianeira minensis
Castianeira minensis là một loài nhện trong họ Corinnidae.
Loài này thuộc chi Castianeira. Castianeira minensis được Cândido Firmino de Mello-Leitão miêu tả năm 1926.